# ال دورادو (فیلم ۱۹۸۸)
ال دورادو (انگلیسی: El Dorado)) فیلمی به کارگردانی کارلوس سائورا است که در سال ۱۹۸۸ منتشر شد. از بازیگران آن می‌توان به لمبرت ویلسون اشاره کرد.

## خلاصه داستان
فیلم داستان جستجو و کاوش اسپانیایی‌ها در جنگل‌های آمازون به سال ۱۵۶۰ و در پی شهر طلا، ال‌دورادو، می‌باشد. حدود ۵۰۰۰ اسپانیایی به همراه خانواده‌هایشان در این کاوش شرکت داشتند که در نهایت به نبرد با طبیعت و نزاع بین خود اسپانیایی‌ها می‌انجامد.